# Школа Авалон
Школа Авалон (енгл. Avalon High) амерички је оригинални филм Disney Channel-а из 2010. године. Главне улоге играју Брит Робертсон, Грег Салкин, Џои Полари и Девон Греј. Филм је слабо темељен на истоименој књизи Мег Кабот из 2006. године. Премијера филма била је на Disney Channel-у 12. новембра 2010. године.

## Радња
Али Пенингтон, ћерка проучавалаца средњовековне књижевности, уписује се у школу Авалон и постаје део проречене ревитализације легенде о Артуру. Али упознаје разне нове људе за које касније открива да су реинкарнације личности из легендарног Камелота. Она се спријатељи са два дечка: Вилом, квотербеком и највероватније реинкарнацијом Артура, и Мајлсом, видовњаком и највероватније реинкарнацијом Мерлина. Такође упознаје трећег дечка, Марка — Вилов полубрат — за кога Али верује да је реинкарнација Мордреда и одлучан да убије Артура (Вила), након чега би свет пао у још једно мрачно доба.
У школи, Али добија задатак да учествује у пројекту на коме Мајлс постаје њен партнер. Током учења у њеној кући, Алини родитељи им помажу, који су заједно написали књигу по којој раде пројекат.
Како се Али приближава својим друговима из разреда, она почиње да доживљава визије краља Артура и постаје боља пријатељица са Вилом. Почиње да сумња да је легенда о пророчанству истинита. На забави открива да Џенифер, Вилова девојка, и Ленс, Вилов најбољи пријатељ, имају аферу иза Вилових леђа. Али се плаши да ће, ако Вил сазна, доживети исту судбину краља Артура и доживети пад. Заједно, Мајлс и Ели откривају дан када је проречено да ће се краљ Артур вратити.
Вил прима ударце и у школи и на тренингу који му пољуљају самопоуздање пред велику утакмицу на којој Вил мора да победи како би добио стипендију. Али покушава да исприча Вилу о Џенифер и Ленсовој афери, али је стално „ометана”, па је замолила господина Мура (Алин, Вилов, Ленсов и Мајлсов средњовековни наставник историје) да заштити Вила.
У ноћи утакмице Вил долази рано у школу и угледа Џенифер и Ленса заједно, након чега одјури док га Али прати. Пронашавши Вила у шуми у којој су раније проводили време заједно, она му говори да је он краљ Артур, али он то схвата као метафору о његовом повратку у игру. Али и Мајлс затим присуствују и гледају како се Вил враћа у игру док се дешавају проречено помрачење и киша метеора. На полувремену, Ленс се извињава Вилу због афере, али Вил уместо тога даје свој благослов Ленсу и Џенифер да буду заједно, опраштајући им обома. Вил затим тражи да се састане са Али после утакмице, али он нестаје. Али и Мајлс крећу у потрагу и Мајлс користи своју видовњачку моћ да га пронађе.
Идући у школско позориште, проналазе повређеног Марка напољу и Вила у позоришту, Али му опет говори истину о његовом идентитету. Господин Мур долази и открива да је заправо он Мордред, а Марко открива да је његов отац заправо био члан Реда медведа пре него што је умро. Од када је умро, Марко се заклео да ће наставити очев посао да заштити Артура (Вила) и покушавао је да задобије поверење господина Мура. Господин Мур (Мордред) тада напада ученике. Али зграби пластични мач да заустави господина Мура, али се он трансформише у Екскалибура, откривајући да је она права реинкарнација краља Артура. Господин Мур и Али се боре у алтернативној стварности, где су Вил, Марко, Мајлс (Мерлин) и Ленс (Ланселот) такође присутни и боре се. Уз помоћ Мерлина, Али побеђује Мордреда.
По повратку у позориште, успели су да побегну и господина Мура је „затворио” службеник обезбеђења након што је покушао да му каже да је Али заправо краљ Артур и да је њен мач прави. Вил тада одјури да одигра фудбалску утакмицу и обећава да ће после тога разговарати са Али, а он његов тим побеђује и по први пут Витезови одлазе на светско првенство. Пошто нису били сведоци велике битке Али и господина Мура, Алини родитељи тужно примећују како никада неће пронаћи Артура, никада не схватајући да је њихова рођена ћерка његова реинкарнација. Мајлс сада прихвата своје моћи и постаје друштвенији. На крају игре, Вил љуби Али.
Сви ликови се окупљају за округлим столом обучени као своје улоге из легенде. Филм се завршава тако што Али јаше плажом на коњу.

## Улоге
| Глумац            | Улога                      |
| ----------------- | -------------------------- |
| Брит Робертсон    | Али Пенингтон / краљ Артур |
| Грег Салкин       | Вилијам Вагнер / витез     |
| Џои Полари        | Мајлс / Мерлин             |
| Девон Греј        | Марко Кембел               |
| Моли Квин         | Џенифер / Гиневра          |
| Кристофер Таварез | Ленс Бенвик / Ланселот     |
| Стив Валентајн    | г. Мур / Мордред           |
| Дон Лејк          | г. Пенингтон               |
| Ингрид Парк       | гђа Пенингтон              |
| Крејг Хол         | тренер Беркер              |
| Ентони Ингрубер   | Шон                        |
| Џошуа Орол        | Јулу                       |

## Пријем
Премијеру филма гледало је 3,8 милиона гледалаца.